# Шлайтен
Шлайтен (нім. Schlaiten) — містечко й громада округу Лієнц в землі Тіроль, Австрія.
Шлайтен лежить на висоті 876 над рівнем моря і займає площу 36,64 км². Громада налічує 470 мешканців.
Густота населення 13/км².
Округ Лієнц, до якого належить Шлайтен, називається також Східним Тіролем. Від основної частини землі,
Західного Тіролю, його відділяє смуга Південного Тіролю, що належить Італії.
|                                  |
| Шлайтен на мапі округу та землі. |

 Адреса управління громади: Mesnerdorf 71, 9954 Schlaiten.